# Argia insipida
Argia insipida – gatunek ważki z rodziny łątkowatych (Coenagrionidae). Występuje na terenie Ameryki Południowej i Karaibów.